# Lago di Salda
Il lago di Salda (in turco: Salda Gölü) è un lago craterico di medie dimensioni nella Turchia sud-occidentale, entro i confini del distretto di Yeşilova nella provincia di Burdur, e si trova a una distanza di circa cinquanta chilometri a ovest dalla sede provinciale di Burdur. Si estende su parte di un'area conosciuta come il Distretto dei laghi nell'Anatolia sudoccidentale. 

## Geografia e geologia
Sebbene il lago di Salda sia geograficamente separato dai laghi più grandi che sono più a ovest ed, essendo un lago craterico, sia morfologicamente differente, esso è spesso citato come parte della regione dei laghi turchi, la quale si estende attraverso l'Anatolia interna occidentale e meridionale, specialmente nelle province di Isparta e Afyonkarahisar. Il lago si trova a un'altitudine di 1316 m,, la sua area copre 4.370 ettari e la sua profondità raggiunge i 196 metri, rendendolo uno dei laghi più profondi della Turchia, se non il più profondo. I dati storici sedimentari del lago mostrano cambiamenti climatici ad alta risoluzione legati alla variabilità solare durante l'ultimo millennio.

Si tratta di un punto di escursione popolare in tutta la regione e dal resto del paese, soprattutto a causa del minerale di idromagnesite trovato lungo le sue coste che si ritiene offra rimedio per alcune malattie dermatologiche. 

## Flora e fauna
Il litorale circondato da foreste di pini neri è anche popolare tra i cacciatori, a causa della selvaggina e degli uccelli che lì vivono, che includono quaglie, lepri, volpi, cinghiali e anatre selvatiche, a parte il pesce del lago. Spiagge di sabbia bianca, acqua limpida e sette isolotti bianchi come il cristallo all'interno del lago completano il paesaggio. Una borgata che incomincia quasi sulla riva a sud-ovest del lago porta lo stesso nome, Salda. La sede amministrativa locale di Yeşilova si trova a est del lago a una distanza di circa quattro chilometri, e il comune di Yeşilova gestisce le strutture di campeggio sul lago. La sua morfologia peculiare ha portato a condurre numerosi studi accademici sul lago di Salda. L'insolita natura alcalina del lago determina che è una delle poche località in cui crescono ancora antiche alghe stromatolite.